# Westerkerk

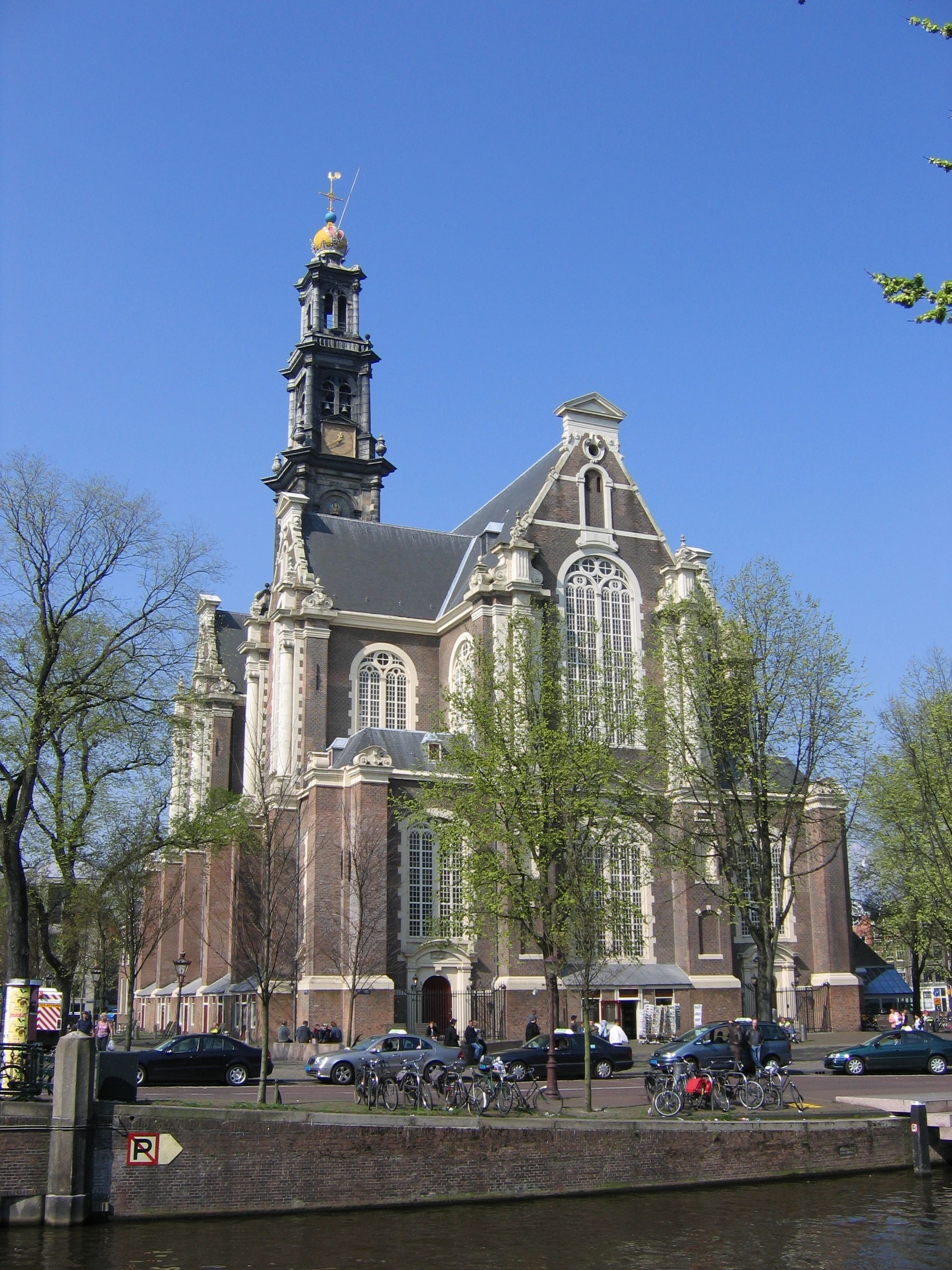
Westerkerk

Westerkerk é uma igreja localizada em Amsterdã. Abriga os restos mortais do pintor Rembrandt van Rijn.

## Galeria de imagens

Westerkerk
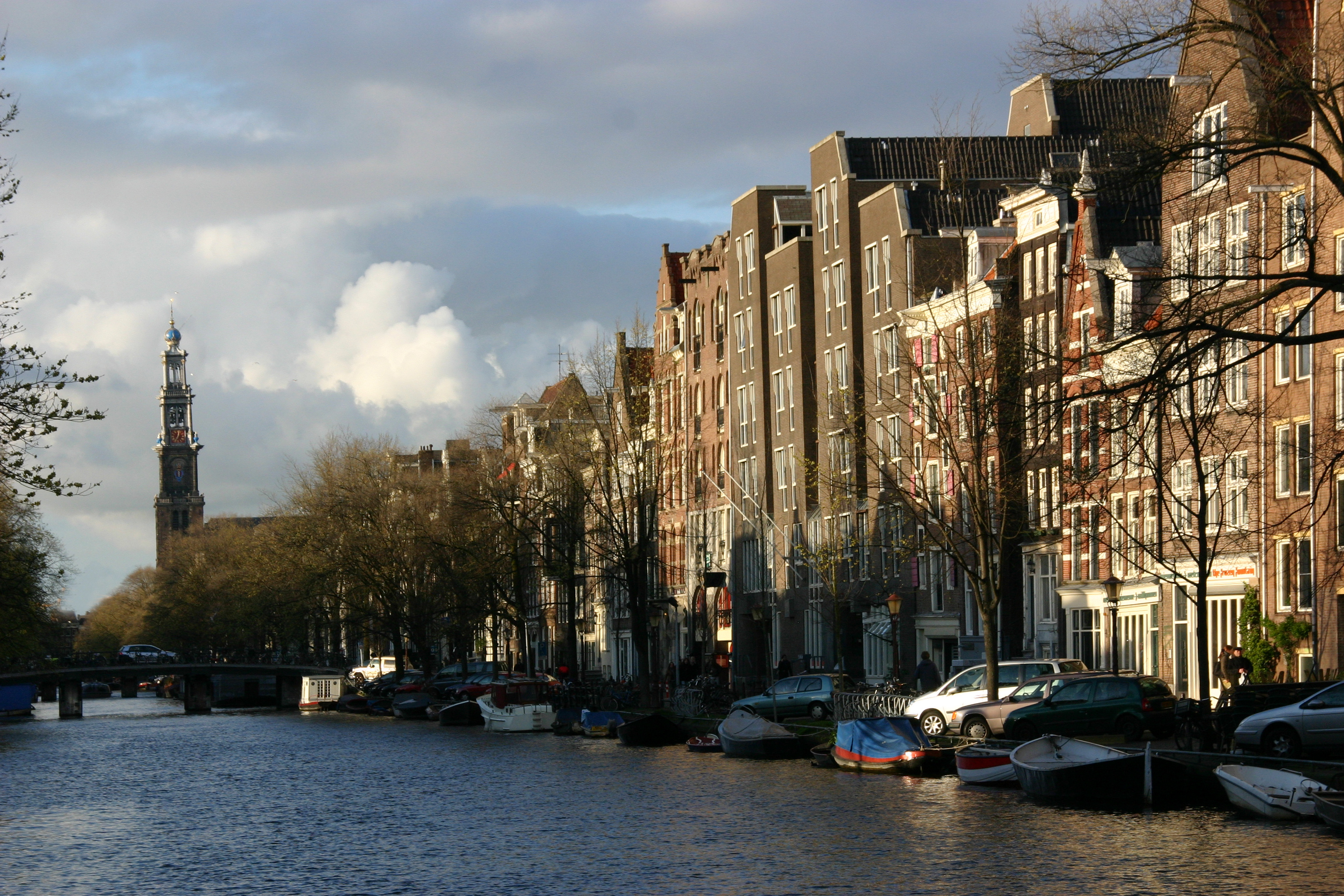
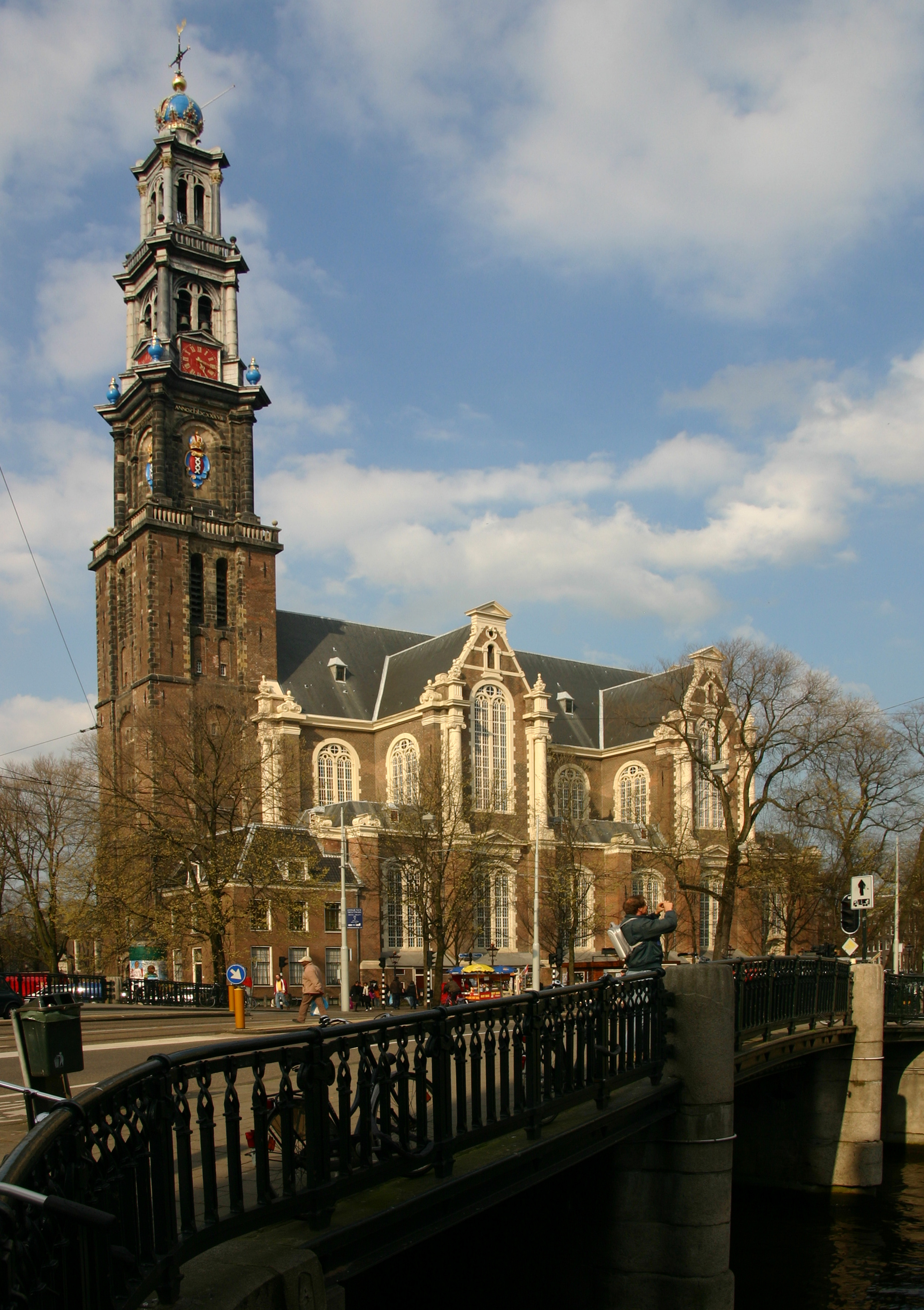
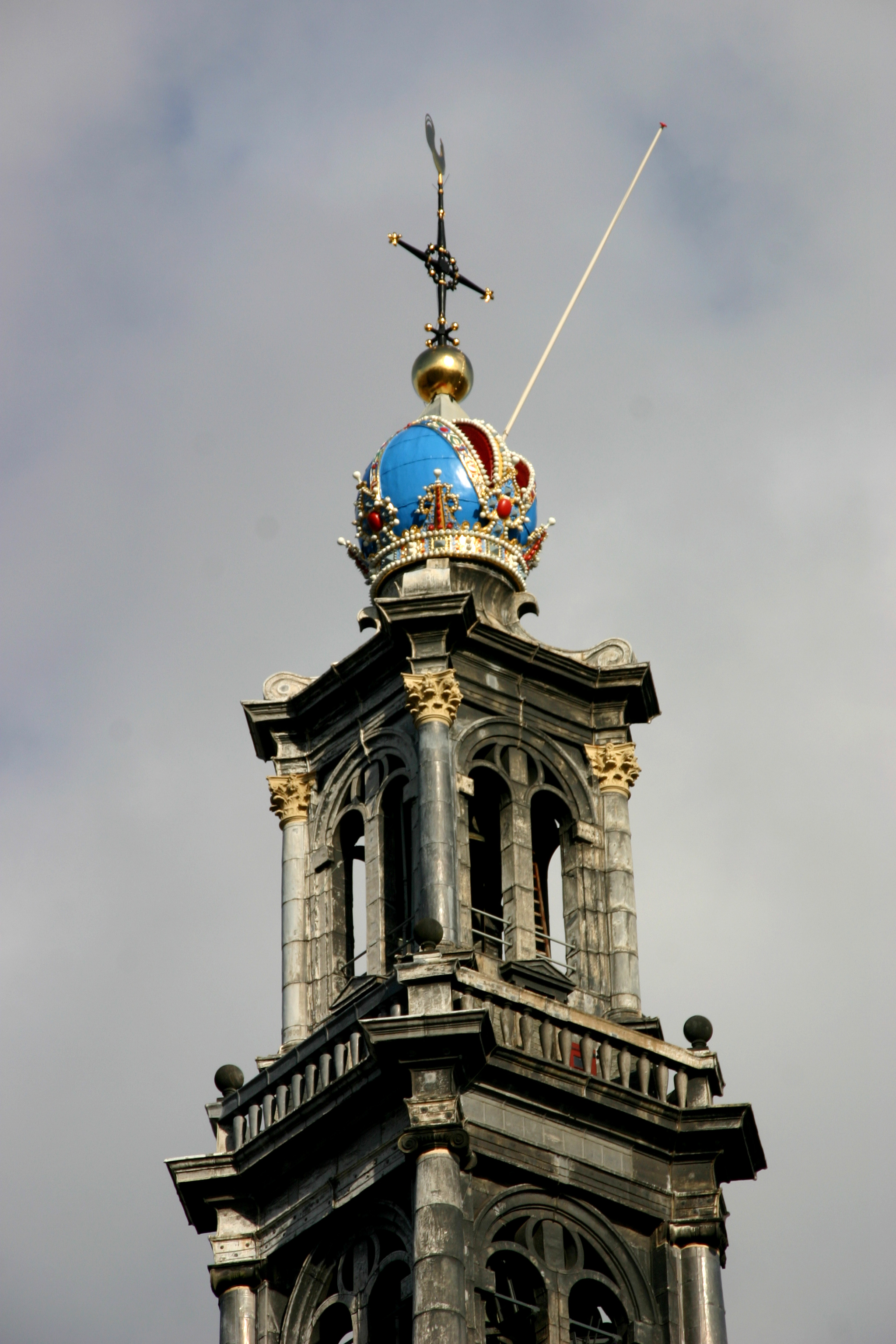
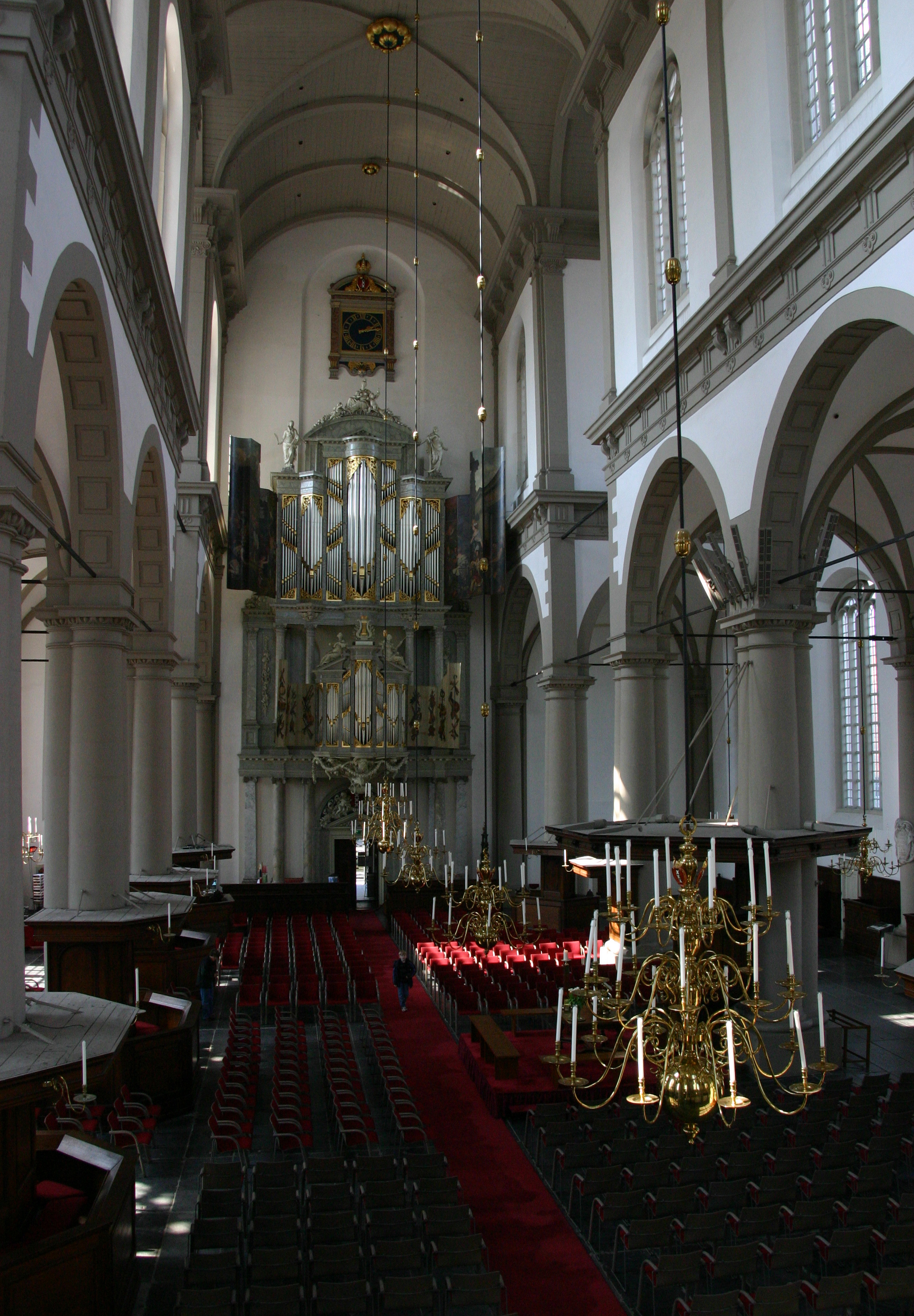
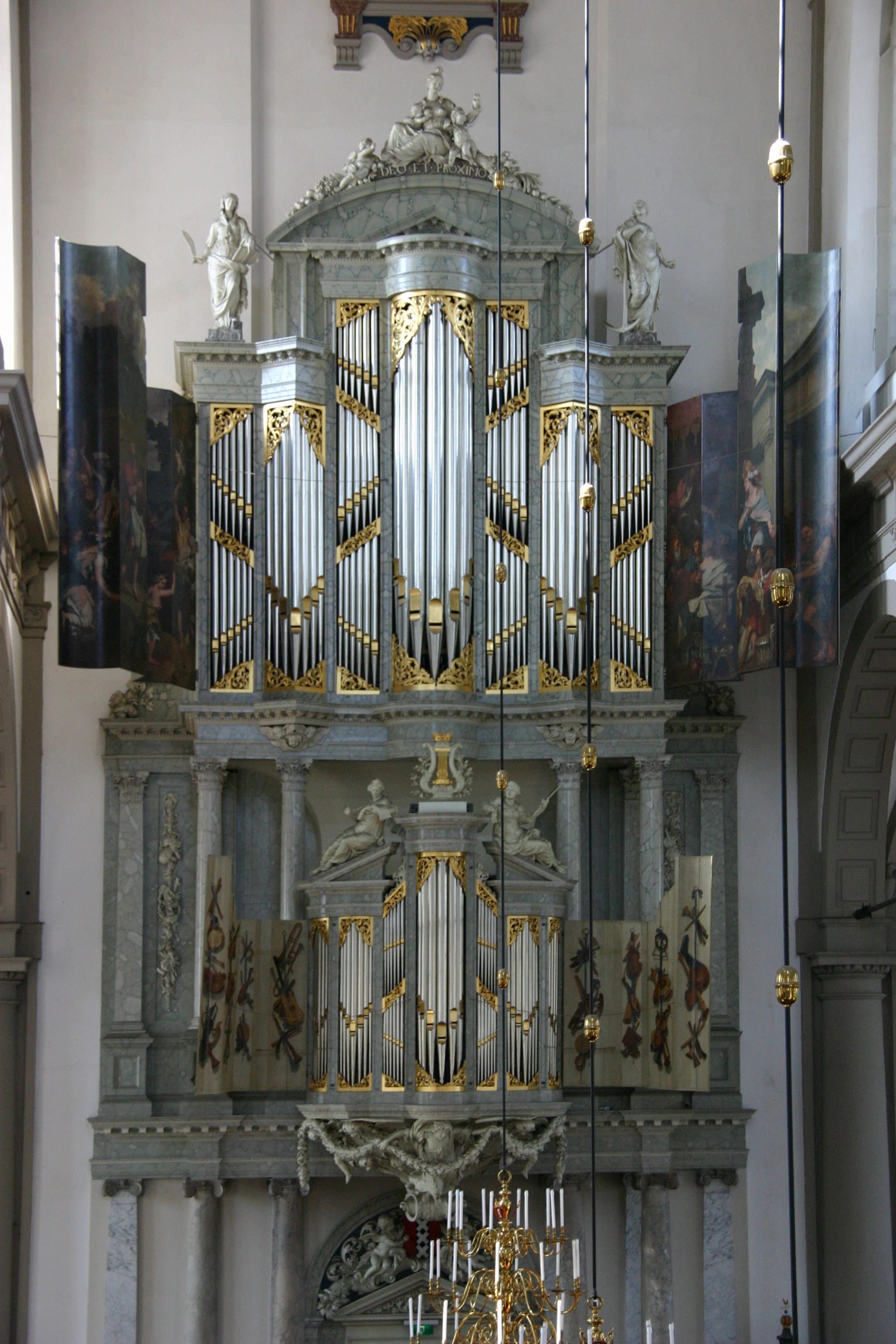
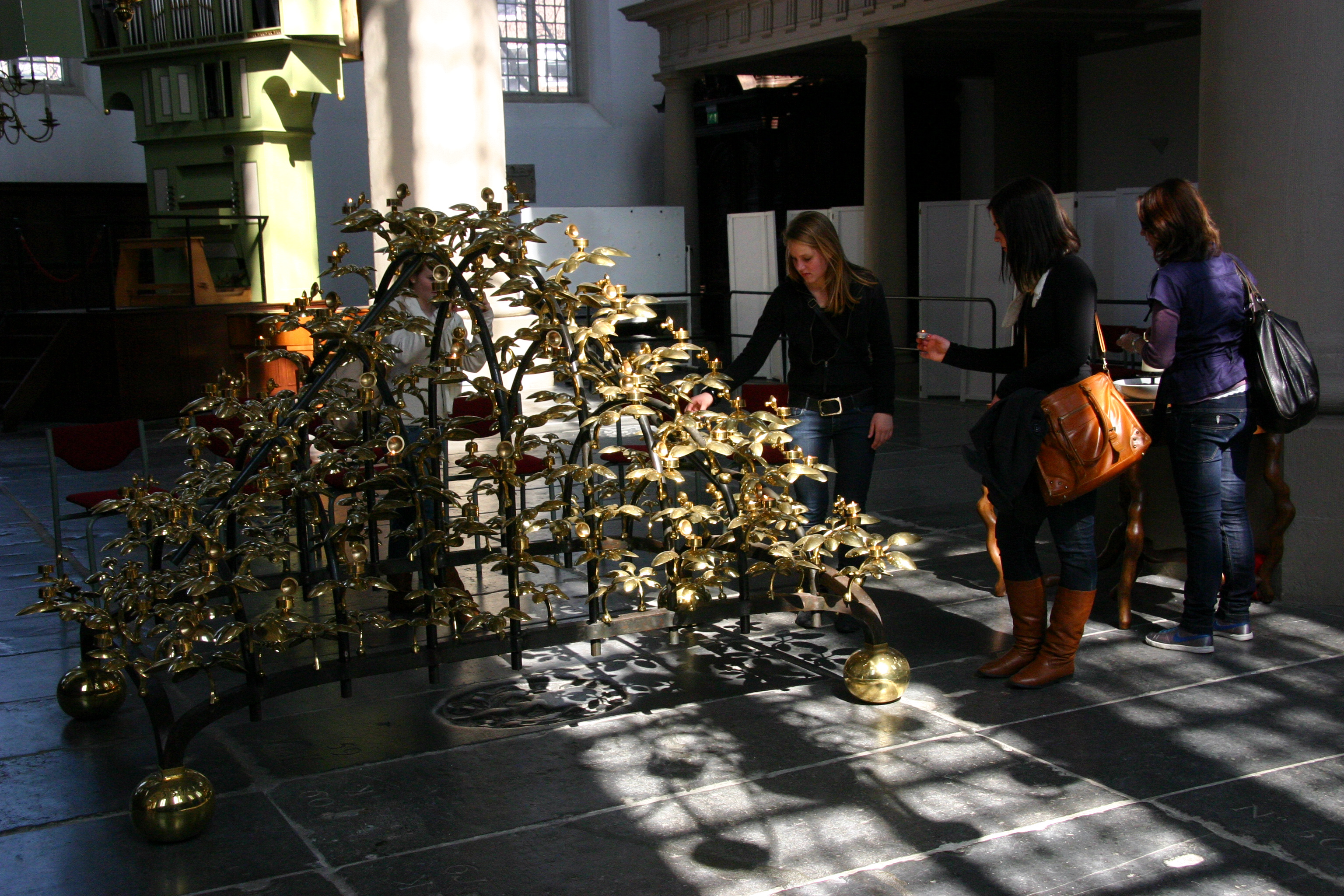